# Бамбукова куріпка
Бамбукова куріпка (Bambusicola) — рід куроподібних птахів родини фазанових (Phasianidae). Представники цього роду мешкають в Східній і Південно-Східній Азії.

## Види
Виділяють три види:
- Куріпка бамбукова (Bambusicola fytchii)
- Куріпка китайська (Bambusicola thoracicus)
- Куріпка острівна (Bambusicola sonorivox)[5][6]

## Етимологія
Наукова назва роду Bambusicola походить від сполучення наукової назви роду рослин Бамбук (Bambusa von Schreber, 1789) і слова лат. cola — мешканець.